# Alfons Ciszkiewicz
Alfons Ilicz Ciszkiewicz (biał. Альфонс Ільіч Цішкевіч, ros. Альфонс Ильич Тишкевич, Alfons Iljicz Tiszkiewicz; ur. 5 lipca 1938 roku w Lipkach w rejonie smolewickim) – białoruski inżynier mechanik i polityk, w latach 1986–1991 przewodniczący Mińskiego Obwodowego Komitetu Wykonawczego, w latach 1975–1980 deputowany do Rady Najwyższej Białoruskiej SRR IX i XI kadencji, w latach 1997–2000 członek Rady Republiki Zgromadzenia Narodowego Republiki Białorusi I kadencji.

## Życiorys
Urodził się we wsi Lipki, w rejonie smolewickim obwodu mińskiego Białoruskiej SRR, ZSRR. Ukończył Technikum Przemysłu Lekkiego w Mińsku, w 1963 roku Białoruski Instytut Mechanizacji Gospodarstwa Wiejskiego uzyskując wykształcenie inżyniera mechanika, a następnie w 1976 roku – Wyższą Szkołę Partyjną przy KC KPZR. 
W 1958 roku pracował jako mechanik w Fabryce Krawieckiej im. Krupskiej w Mińsku. W latach 1963–1967 pracował w aparacie Komsomołu w obwodzie mińskim. W latach 1967–1986 był I sekretarzem Stołbeckiego Komitetu Rejonowego Komunistycznej Partii Białorusi (KPB), zastępcą kierownika, kierownikiem wydziału w Komitecie Centralnym KPB. W latach 1970–1978 był deputowanym do Rejonowej Rady Deputowanych. W latach 1975–1980 oraz 1985–1990 był deputowanym do Rady Najwyższej Białoruskiej SRR IX i XI kadencji. W latach 1986–1991 pełnił funkcję przewodniczącego Mińskiego Obwodowego Komitetu Wykonawczego. Od 1986 był deputowanym do Mińskiej Obwodowej Rady Deputowanych, w latach 1991–1997 pełnił funkcję jej przewodniczącego.
13 stycznia 1997 roku został członkiem nowo utworzonej Rady Republiki Zgromadzenia Narodowego Republiki Białorusi I kadencji. Od 22 stycznia pełnił w niej funkcję przewodniczącego Komisji ds. Polityki Regionalnej. Jego kadencja zakończyła się 19 grudnia 2000 roku.

## Odznaczenia
- Order Lenina (ZSRR);
- dwa Ordery Czerwonego Sztandaru Pracy (ZSRR);
- Order Przyjaźni Narodów (ZSRR);
- medal;
- Gramota Pochwalna Rady Najwyższej Białoruskiej SRR[1];
- Gramota Pochwalna Zgromadzenia Narodowego Republiki Białorusi (21 czerwca 1999) – za rzetelną pracę na rzecz doskonalenia prawodawstwa i parlamentaryzmu w Republice Białorusi oraz aktywną działalność deputacką[4].

## Życie prywatne
Alfons Ciszkiewicz jest żonaty.